# Hymenosicyos
Hymenosicyos là một chi thực vật có hoa trong họ Cucurbitaceae.

## Loài
Chi Hymenosicyos gồm các loài: